# Régiment d'infanterie de forteresse
Pour les articles homonymes, voir RIF.
Pour un article plus général, voir Ligne Maginot.

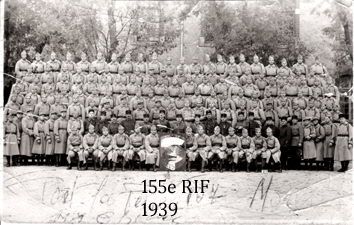
Classe 1939 du.

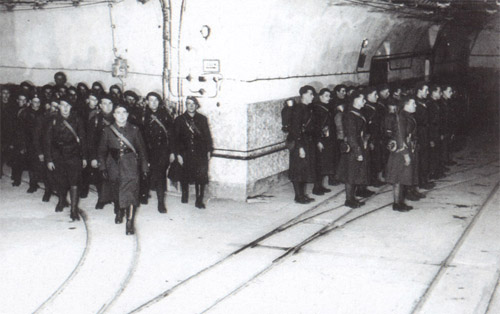
Relève dans un gros ouvrage de la ligne Maginot en 1939.

Un régiment d'infanterie de forteresse est une unité militaire française spécialisée dans la défense des fortifications de la ligne Maginot, durant les années 1930 jusqu'à 1940.
Ce type de régiment fournit les hommes servant d'équipages aux ouvrages et casemates et de troupe d'intervalle entre ceux-ci. Les premiers sont créés en 1933, il y en avait 41 pendant la bataille de France de 1940.

## Rôle
La première mission de la ligne Maginot étant d'empêcher une attaque brusquée pendant la mobilisation générale de l'armée française (le rappel des réservistes dure quinze jours), elle doit donc être opérationnelle avec la totalité de ses effectifs avant la déclaration de guerre. À cet effet sont créés des troupes spécialisées dans la défense des fortifications, par définition peu mobiles, principalement d'infanterie (bataillons alpins de forteresse et régiments d'infanterie de forteresse) et d'artillerie (régiments d'artillerie de position), ainsi que quelques unités plus mobiles, notamment de reconnaissance (groupes de reconnaissance de région fortifiée) et d'artillerie (régiments d'artillerie mobile de forteresse).
Ces troupes sont déployées le long des frontières du Nord-Est (Nord, Ardennes, Lorraine, Alsace et Jura) et du Sud-Est (Savoie, Dauphiné et Alpes-Maritimes) de la France dès le temps de paix, au plus près de la « ligne principale de résistance », cette dernière composée des réseaux barbelés, des ouvrages et des casemates d'intervalle, dans des casernes. Ces casernes sont neuves, construites de 1932 à 1936, appelées « casernements de sûreté » dans chaque sous-secteur fortifié et « casernements légers de proximité » à côté de l'entrée de chaque ouvrage (les casernes souterraines n'étant pas utilisées en temps de paix, hormis pour les alertes et les exercices).
Juste avant la mobilisation, les troupes de forteresse quittent leur casernements pour d'une part que les équipages occupent leurs ouvrages et casemates, et d'autre part que les compagnies destinées à tenir les intervalles s'installent dans les villages voisins (évacués lors de la mobilisation générale). L'organisation du terrain (barbelés, tranchées, blockhaus, nettoyage des glacis, mines, etc.) est assurée par chaque compagnie. En cas d'alerte, les troupes d'intervalle s'installent sur le terrain, sur une profondeur de 1 500 mètres à partir de la ligne principale de résistance, occupant les petits blockhaus, les tourelles démontables et les points d'appui (prévus chacun pour une section).

## Armement et équipement

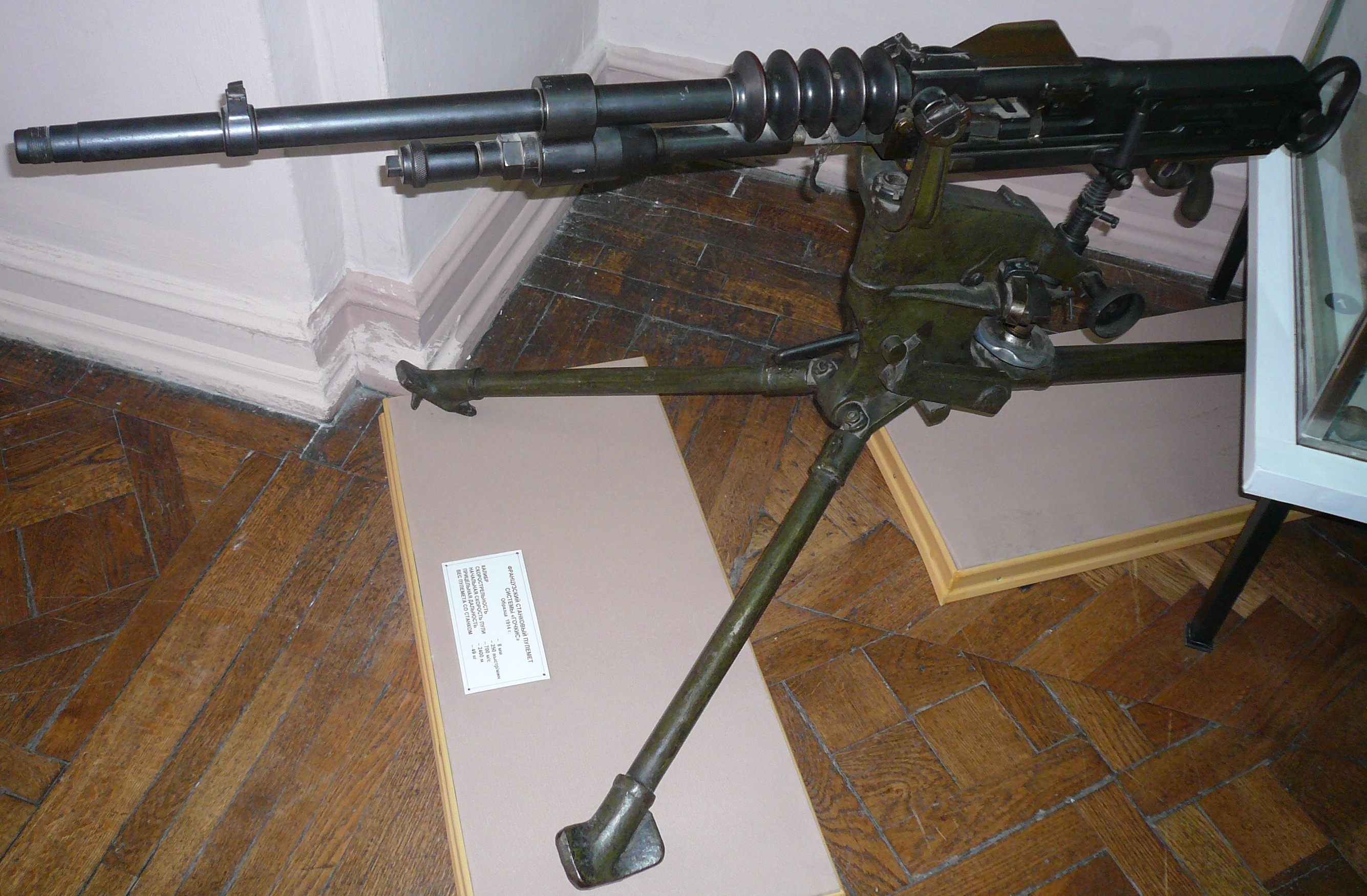
Mitrailleuse Hotchkiss modèle 1914.

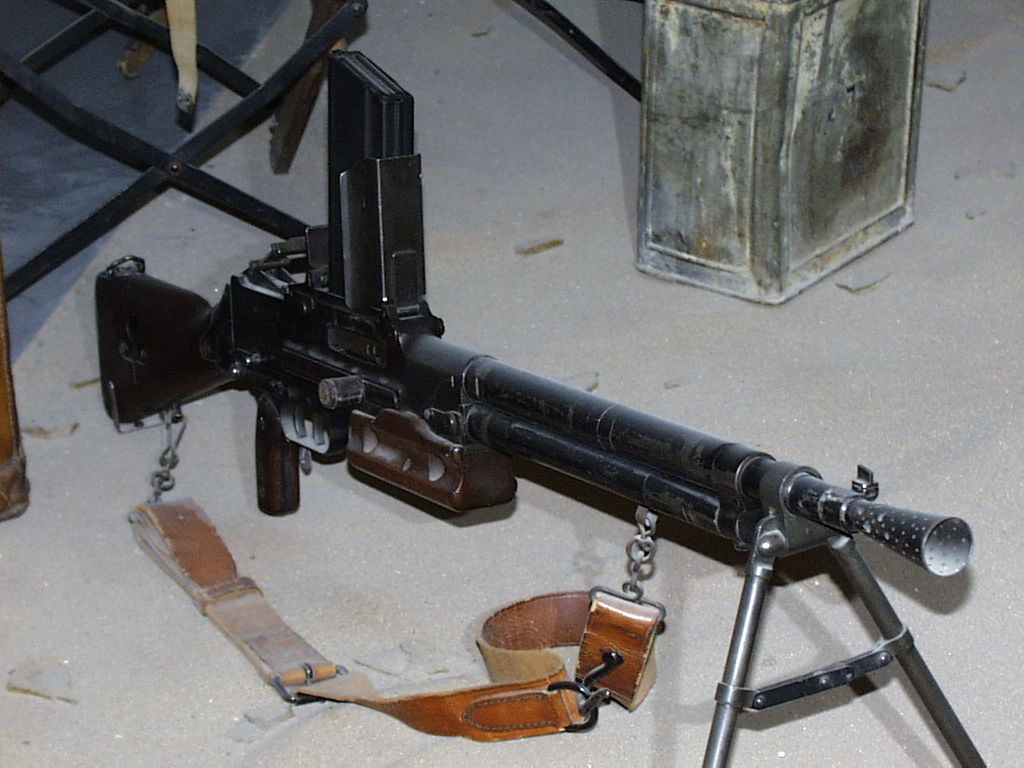
Fusil-mitrailleur MAC 1924/29.

Un bataillon de forteresse dispose théoriquement des armes collectives suivantes, en plus de celles installées dans les fortifications :
- 36 mitrailleuses de 8 mm, modèle 1914 Hotchkiss ou plus rarement 1907 Saint-Étienne ;
- 33 fusils-mitrailleurs, modèle MAC 1924/1929 ou plus rarement modèle 1915 Chauchat ;
- 6 mortiers de 81 mm, modèle 1927/1931 Stokes-Brandt ;
- 9 canons antichars de 25 mm, modèle SA-L 1934 ;
- parfois des mitrailleuses antiaériennes de 13,2 mm, modèle 1930 Hotchkiss.

Pour un régiment à trois bataillons, cela fait 108 mitrailleuses, 105 fusils-mitrailleurs (six FM servent au remplacement), 18 mortiers et 27 canons antichars. La puissance de feu est nettement supérieure à celle d'un régiment d'infanterie normal (type Nord-Est) qui dispose théoriquement de 48 mitrailleuses, 112 FM, 17 mortiers (de 60 et de 81 mm) et 12 antichars.
Les armes individuelles sont des fusils (modèles 1907/15 ou 1907/15 modifiés 1934, avec quelques 1886 modifiés 1893 Lebel) et des mousquetons (modèle 1892 ou 1892 modifiés 1916) au calibre 7,5 mm auxquels se rajoutent de rares pistolets-mitrailleurs (notamment de 9 mm modèle 1935 Erma-Vollmer) confiés aux corps-francs. Les armes de poing sont des pistolets automatiques (modèles 1935A, 1935S ou 1914 Star) et des révolvers (modèles 1873, 1874 et MAS 1892) de calibre 7,65, 8 ou 11 mm.
L'uniforme est théoriquement en drap kaki (modèle 1935, alors que tout le reste de l'armée est encore en bleu horizon), composé d'une vareuse, d'une capote, d'un pantalon-culotte (puis pantalon-golf) et de bandes molletières, le tout complété par un béret (modèle des chars de combat, mais kaki foncé, incliné sur la gauche) et une ceinture de laine (du modèle des zouaves, peu portée). La tenue de cantonnement rajoute une chemise kaki et une cravate kaki foncé.
Les réservistes perçoivent les stocks de bonnets de police à la place du béret (ce dernier réservé à l'active), tandis que les équipages d'ouvrage touchent une tenue spéciale à partir de 1936 proche de celle des blindés, avec une veste et une salopette en toile cachou à porter sur l'uniforme, avec un casque spécial (casque des troupes motorisées modèle 1935). En hiver s'y rajoute un paletot canadien de gros drap beige à col de fourrure. L'équipement individuel est composé du havresac modèle 1893 (puis 1935/37), des cartouchières modèle 1916, du casque Adrian modèle 1926 et du masque à gaz ANP 31 dans son sac de transport. Enfin les patrouilleurs et les corps-francs reçoivent des effets spécifiques, tel qu'un poignard de tranchée, des grenades offensives, un couvre-casque, des jambières lacées en cuir modèle 1940 ou des bottes en caoutchouc, ainsi qu'une blouse et un pantalon en lin.

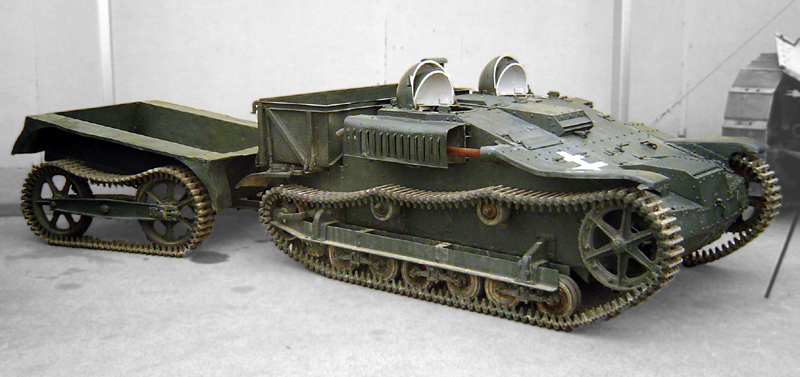
Chenillette Renault et sa remorque.

N'étant pas destinés aux opérations de manœuvre, les troupes de forteresse sont sous-équipées en moyens de transport. Les régiments disposent de véhicules, principalement hippomobiles et de réquisition (dont l'immatriculation militaire est faite à la craie) et de quelques chenillettes Renault UE 2 modèle 1937. Par exemple, le 23e RIF dispose à la mobilisation de 1939 de 10 chevaux de selle, 226 de trait, 114 voitures hippomobiles, 47 camions et camionnettes, 13 chenillettes, 8 voitures de liaison (Peugeot 402, traction Citroën, etc.), 33 motos et Side-cars, ainsi que de 87 bicyclettes, ce qui est insuffisant pour déplacer les 2 869 hommes du régiment en juin 1940.

## Historique

### Création
Les troupes de forteresses formées initialement de quatre régiments sont créés le 15 avril 1933 sous le nom de « régiments d'infanterie de région fortifiée ». Ils sont affectés deux par deux aux régions fortifiées, ces dernières créées pour l'occasion au sein des 6e et 20e régions militaires :
- le 168e régiment d'infanterie (garnison à Thionville), à six bataillons, est affecté à la région fortifiée de Metz (secteurs fortifiés de la Crusnes et de Thionville) ;
- le 146e régiment d'infanterie (à Metz), à six bataillons, est affecté à la région fortifiée de Metz (secteurs fortifiés de Boulay et de Faulquemont) ;
- le 153e régiment d'infanterie (à Bitche), à cinq bataillons, est affecté à la région fortifiée de la Lauter (secteurs fortifiés de Rohrbach et des Vosges) ;
- le 23e régiment d'infanterie (à Haguenau), à cinq bataillons, est affecté à la région fortifiée de la Lauter (secteur fortifié de Haguenau).

Les autres secteurs fortifiés sont d'abord confiés à des régiments d'infanterie classiques. 
La garde de la rive gauche du Rhin (secteurs fortifiés du Bas-Rhin, de Colmar et de Mulhouse, dans les 20e et 7e régions militaires) est ainsi assurée dès 1933 par huit bataillons de mitrailleurs rattachés à quatre régiments d'infanterie (formant les 3e et 4e bataillons de ces RI) : les 158e (garnison à Strasbourg), 170e (à Remiremont), 152e (à Colmar) et 35e (à Belfort) RI. 
Les bataillons de forteresse sont composés chacun d'une section de commandement, de quatre compagnies mixtes (chacune à deux sections de fusiliers-voltigeurs et deux sections de mitrailleuses), d'une compagnie de fusiliers-voltigeurs et d'une compagnie d'engins (sections de mortiers, de canons antichars et de mitrailleuses antiaériennes), comprenant au total 19 officiers, 107 sous-officiers et 932 soldats. Les effectifs théoriques, pour l'ensemble de l'infanterie de forteresse, sont de 13 743 hommes.
Enfin le 16 octobre 1934, le 4e bataillon du 91e RI (garnison à Mézières) est chargé du secteur fortifié de Montmédy (dans la 2e région militaire), tandis qu'une compagnie du 35e RI (Belfort) est affectée au secteur défensif d'Altkirch (7e région militaire).
Troupes d'intervalle
Certaines troupes de forteresse appelées « troupes d'intervalles » sont chargées de défendre les zones comprises entre les ouvrages. D'une douzaine en temps de paix elles passent à une quarantaine durant la guerre.

### Évolution
Le 25 août 1935, l'infanterie de fortification du Nord-Est (Alsace-Lorraine) est réorganisée autour de dix « régiments d'infanterie de forteresse », chacun avec un surnom et affecté à un secteur fortifié. Les anciens RI de RF sont dédoublés, les bataillons de la ligne du Rhin forment deux régiments et le 4e bataillon du 91e devient le 155e :
- 155e RIF « Meuse », à deux bataillons, SF de Montmédy (garnisons à Stenay, Montmédy, Sedan et Mouzon) ;
- 149e RIF « Crusnes », à trois bataillons, SF de la Crusnes (à Longuyon, Doncourt, Errouville et Morfontaine) ;
- 168e RIF « Moselle », à trois bataillons, SF de Thionville (à Thionville, Angevillers, Cattenom et Elzange) ;
- 162e RIF « Nied », à trois bataillons, SF de Boulay (à Metz, Veckring, Boulay et Bockange) ;
- 146e RIF « Faulquemont », à trois bataillons, SF de Faulquemont (à Metz, Ban-Saint-Jean, Zimming et Teting) ;
- 153e RIF « Sarre », à trois bataillons, SF de la Sarre (à Bitche, Rohrbach et Œrmingen-Achen) ;
- 37e RIF « Vosges », à quatre bataillons, SF des Vosges (à Bitche, Langensoultzbach et au camp de Bitche) ;
- 23e RIF « Lauter », à trois bataillons, SF de Haguenau (à Haguenau, Oberhoffen et Drachenbronn) ;
- 172e RIF « Bas-Rhin », à quatre bataillons, SF du Bas-Rhin (à Strasbourg et Sélestat) ;
- 171e RIF « Haut-Rhin », à quatre puis cinq bataillons, SF de Colmar, de Mulhouse et SD d'Altkirch (à Mulhouse et Altkirch)[3].

Le prolongement des fortifications vers le nord entraine la création à la même date de quatre nouveaux bataillons de forteresse, qui sont rattachés aux régiments d'infanterie locaux : le 4e bataillon du 43e RI (à Valenciennes) et le 5e du 1er RI (au Quesnoy) pour le SF de l'Escaut, le 4e bataillon du 1er RI (à Avesnes) pour le SF de Maubeuge et un nouveau 4e bataillon du 91e RI (Mézières) pour le SD des Ardennes.
Le 1er octobre 1935, c'est au tour des troupes du Sud-Est (frontière des Alpes) d'être réorganisées au sein de sept bataillons alpins de forteresse (BAF).
Le 1er juin 1936 est créé le 42e RIF « Neuf-Brisach » (à Colmar, Marckolsheim et Neuf-Brisach) pour prendre en charge le SF de Colmar, et le 25 août le 69e RIF « Haute-Seille » (à Morhange, Saint-Avold et Forbach) pour le SF de la Sarre. L'infanterie de forteresse compte alors 53 bataillons (dont sept alpins) auxquels s'ajoutent les quatre bataillons chargés de la défense de la Corse (173e RI et le 4e bataillon du 28e RTT). Le total des effectifs théoriques est de 42 250 hommes.
Les dernières créations d'unités sont le 1er août 1937, avec une compagnie de forteresse (au fort de Joux) rattaché au 60e RI qui forme le 1er octobre 1938 le 4e bataillon de ce régiment, pour le SF du Jura ; dans le Nord, le 1er septembre 1937, sont créés le 5e bataillon (à Lille) du 43e RI pour le SF de Lille et le 5e bataillon du 91e RI (à Hirson et Rocroi) pour le SD des Ardennes ; le 25 avril 1939 le 4e du 43e RI ainsi que les 4e et 5e bataillons du 1er RI forment le 84e RIF (à Valenciennes, Le Quesnoy et Avesnes) responsable des secteurs de l'Escaut et de Maubeuge ; enfin le 1er septembre 1939, trois bataillons du 91e RI devaient former le 148e RIF (à Mézières, Givet et Hirson), ce qui fut annuler à cause de la mobilisation.

### Alertes puis mobilisation
Les régiments d'infanterie de forteresse sont mis en alerte à chaque fois que la situation internationale devient tendue, c'est-à-dire que les ouvrages et casemates sont occupés en une heure par le personnel d'active (l'échelon A, composé de conscrits et de professionnels) et la moitié de l'armement est mis en service. Ce fut le cas de mars à avril 1936 (remilitarisation de la Rhénanie), de mars à mai 1938 (Anschluss), de septembre à octobre 1938 (crise des Sudètes) et à partir du 21 août 1939 (crise du corridor de Dantzig). La mesure suivante est l'alerte renforcée, correspondant au rappel des réservistes frontaliers (échelon B1), ce qui permet en une journée de mettre l'ensemble de l'armement opérationnel. Elle est suivie par l'ordre de mise en sûreté, correspondant au rappel des réservistes non-frontaliers affectés aux unités de forteresse (échelon B2) et l'occupation sous trois jours de toutes les positions avec des effectifs de guerre. L'arrivée des réservistes entraine le triplement des effectifs des RIF, en général chacun des bataillons donne naissance à un nouveau régiment (appelé régiment de formation) composé de trois bataillons. Cette mesure est appliquée entre le 20 septembre et le 20 octobre 1938 avant d'être levée ; en mars 1939 un quatrième bataillon de disponibles-rappelés est formé dans chaque RIF. Enfin, le triplement des régiments a de nouveau lieu à partir du 22 août 1939 (la formation des régiments s'échelonne jusqu'au 29).
Ensuite c'est l'ordre de couverture générale, c'est-à-dire le rappel de tous les réservistes affectés aux grandes unités d'active permettant l'établissement sous six jours de 25 divisions le long de la frontière. Cette mobilisation partielle avait déjà été déclenchée du 23 septembre 1938 au 6 octobre de la même année. Le 24 août 1939, l'alerte renforcée est ordonnée en même temps que le dispositif de sûreté. Le 25 août, l'Allemagne décrète la mobilisation générale pour le 26. Le 27 à minuit commence l'application de la couverture générale. Le 1er septembre, à la suite de l'attaque allemande contre la Pologne, la mobilisation générale française est décidée, applicable à partir du 2 à minuit ; la frontière avec l'Allemagne est fermée, les habitants de la zone frontalière sont évacués (notamment Strasbourg). Le 3 septembre 1939, la France déclare la guerre à l'Allemagne.
Le 2 septembre 1939 à minuit, tous les régiments d'infanterie de forteresse d'active, soit les treize RIF déjà déployés en temps de paix, sont dissous, remplacé le long de la ligne par les 41 RIF de formation. Le colonel du régiment d'active devient le commandant de l'infanterie du secteur fortifié auquel il est affecté, tandis que ses trois commandants de bataillon qui ont le grade de lieutenant-colonel deviennent les chefs de corps des trois régiments de formation. L'infanterie de forteresse totalise ainsi à la déclaration de guerre 119 bataillons (de 1 112 hommes), soit 132 328 hommes théoriquement.

### Positions en 1939-1940
| Secteurs                              | Sous-secteurs              | Bataillons d'active  | Régiments de formation | Insignes | Description et explication des insignes |
| ------------------------------------- | -------------------------- | -------------------- | ---------------------- | -------- | --- |
| SF de l'Escaut                        | Saint-Amand et Preseau     | 4e du 43e RI         | 54e RIF                |          | Surnom « Escaut ». Panorama vu à travers un créneau avec au premier plan l'Escaut sur lequel navigue une péniche. |
| SF de Maubeuge, puis 101e DIF         | Hainaut                    | 5e du 1er RI         | 87e RIF                |          | Surnom « Nervie ». Dans un écu à la bordure crénelée et surmonté d'une tourelle tirant, une tête de guerrier nervien, tribu gauloise du Nord. |
| SF de Maubeuge, puis 101e DIF         | Thiérache                  | 4e du 1er RI         | 84e RIF                | -        | - |
| SD des Ardennes, puis 102e DIF        | Mézières, puis Boulzicourt | 4e et 5e du 91e RI   | 148e RIF               |          | Hure de sanglier, symbole des Ardennes. |
| SF de Montmédy                        | Sedan, puis Fresnois       | 3e du 155e RIF       | 147e RIF               |          | Dans un écu, la hure d'un sanglier des Ardennes défendant l'entrée du château de Sedan. |
| SF de Montmédy                        | Mouzon                     | 1er du 155e RIF      | 136e RIF               |          | Devise « Je ne recule ni ne dévie ». Dans une rondache blanche, une mitrailleuse Hotchkiss en position devant la tour de Mouzon. |
| SF de Montmédy                        | Montmédy                   | 2e et 4e du 155e RIF | 155e RIF               |          | Surnom « Régiment de la Meuse ». Dans un écu, une tête de loup veillant sur la vallée de la Meuse dominée par une coupole d'artillerie. |
| SF de la Crusnes, puis SF de Montmédy | Marville                   | 4e du 149e RIF       | 132e RIF               |          | Devise « Un contre huit » (combat de Rosnay-l'Hôpital en 1814). Dans un écu pentagonal, la cathédrale de Reims (ancienne garnison du régiment) et un créneau d'artillerie protégé par des barbelés. |
| SF de la Crusnes, puis 42e CAF        | Arrancy                    | 3e du 149e RIF       | 149e RIF               |          | Devise « Résiste et Mord ». Dans un écu pentagonal entouré de chaînes et de branches de houx, une coupole d'artillerie. |
| SF de la Crusnes, puis 42e CAF        | Morfontaine                | 2e du 149e RIF       | 139e RIF               |          | Insigne du 1er bataillon du 139e : devise « Toujours vigilant ». Un chevalier armé d'une lance protégé par un bouclier à croix de Lorraine. |
| SF de la Crusnes, puis 42e CAF        | Aumetz                     | 1er du 149e RIF      | 128e RIF               |          | Dans un écu au chef crénelé, Jeanne d'Arc armée et casquée veille à côté d'un écu blanc et bleu chargé d'une croix de Lorraine et près d'un créneau d'artillerie. |
| SF de Thionville                      | Œutrange                   | 3e du 168e RIF       | 169e RIF               |          | Devise « Division des loups ». Dans un ovale d'argent, un loup passe sur un fond forestier. |
| SF de Thionville                      | Hettange-Grande            | 2e du 168e RIF       | 168e RIF               |          | Surnom « Régiment de la Moselle. Bois-le-Prêtre ». Un écu au flanc cléchés, à la pointe en chevron renversé sommet d'une muraille crénelée, la Moselle coule entre des usines et une casemate, un loup parmi des arbres rompus (surnom des loups lors des combats de 1915 au Bois-le-Prêtre et à la Croix-des-Carmes). |
| SF de Thionville                      | Elzange                    | 1er du 168e RIF      | 167e RIF               |          | Insigne de la 128e DI pendant la Première Guerre mondiale (les loups de Bois-le-Prêtre). |
| SF de Boulay, puis SF de Thionville   | Hombourg-Budange           | 3e du 162e RIF       | 164e RIF               | -        | L'insigne du 164e RIF, issu du 162e RIF, n'a jamais été fabriquée. |
| SF de Boulay                          | Burtoncourt                | 2e du 162e RIF       | 162e RIF               |          | Surnom « Régiment de la Nied ». Un écu au chef crénelé avec une tête de bouledogue blanc devant une casemate entourée de rails antichars et au pied duquel coule la Nied. |
| SF de Boulay                          | Tromborn                   | 1er du 162e RIF      | 161e RIF               |          | Surnom « Portes de fer ». Un bouclier dans lequel se trouvent deux portes blindées, un créneau surmonté d'une cloche, des rails antichars et deux roses. |
| SF de Faulquemont, puis SF de Boulay  | Narbefontaine              | 3e du 146e RIF       | 160e RIF               |          | Triangle couronné par deux créneaux d'artillerie et une coupole. Dans le triangle, une rose et du fil de fer barbelé. |
| SF de Faulquemont                     | Steinbesch (Zimming)       | 2e du 146e RIF       | 156e RIF               |          | Un chardon, une croix de Lorraine et une épée. |
| SF de Faulquemont                     | Bois des Chênes            | 1er du 146e RIF      | 146e RIF               |          | D'abord une couronne de laurier autour d'un écu aux armes de la ville de Metz sous lequel pend une croix de la Légion d'honneur ; remplacée en 1938 par un aigle près d'une tour (Faulquemont signifie le « mont des faucons »).                                                                                       |
| SD de la Sarre                        | Lixing                     | 2e du 69e RIF        | 69e RMIF               |          | - |
| SD de la Sarre                        | Leyviller                  | 3e du 69e RIF        | 82e RMIF               |          | - |
| SD de la Sarre                        | Saint-Jean-Rohrbach        | 1er du 69e RIF       | 174e RMIF              | -        | - |
| SD de la Sarre                        | Kappelkinger et Sarralbe   | -                    | 41e et 51e RMIC        | -        | Ancre des troupes coloniales chargé d'une rondache portant une tête de tigre - |
| SF de Rohrbach, puis SD de la Sarre   | Kalhausen                  | 1er du 153e RIF      | 133e RIF               |          | « Halte ! Les lions sont là. » Un lion (surnom des « lions du Bugey » donné en 1915) de profil dressé sur une dalle, avec au loin une cloche d'un ouvrage. |
| SF de Rohrbach                        | Bining                     | 2e du 153e RIF       | 166e RIF               |          | Devise « Tenir ou mourir ». Dans un écu, un loup noir hurlant et une croix de Lorraine rouge. |
| SF de Rohrbach                        | Légeret                    | 3e du 153e RIF       | 153e RIF               |          | Surnom « Régiment de la Sarre ». Devise « Partout où se trouve le 153 RIF, l'ennemi ne passe pas, il recule ». Dans un écu, un trèfle à quatre feuilles en dessous d'une coupole d'artillerie, bordé d'un liseré aux couleurs de la fourragère de la Légion d'honneur.                                                 |
| SF des Vosges, puis SF de Rohrbach    | Bitche                     | 1er du 37e RIF       | 37e RIF                |          | - |
| SF des Vosges, puis 43e CAF           | Philippsbourg              | 2e du 37e RIF        | 154e RIF               |          | Surnom « Bouclier des Vosges ». Un bouclier posé sur deux épées, avec à l'intérieur deux tourelles d'artillerie dans un paysage vosgien avec la tour du château de Waldeck à l'horizon. |
| SF des Vosges, puis 43e CAF           | Langensoulzbach            | 3e du 37e RIF        | 165e RIF               |          | Devise « Sans peur et sans reproche ». Un écu anglais couronné avec le heaume du chevalier Bayard, coupé avec deux sapins des Vosges sur des collines et en pointe une tour crénelée blanche. |
| SF de Haguenau                        | Péchelbronn                | 1er du 23e RIF       | 22e RIF                |          | |
| SF de Haguenau                        | Hoffen                     | 2e du 23e RIF        | 79e RIF                |          | Devise « Résiste ou crève ! » Un écu chargé d'un clocher d'Alsace survolé par deux cigognes, le tout surmonté par un ouvrage avec une cloche. |
| SF de Haguenau                        | Soufflenheim               | 3e du 23e RIF        | 23e RIF                |          | Devise « Ce ne sont pas des hommes, ce sont des lions ». Surnom « Régiment de la Lauter ». Le surnom de régiment des lions date de 1745 (Fontenoy), d'où le lion de Bartholdi au-dessus d'un écu au couleur du régiment Royal (ancien nom du régiment avant 1791).                                                     |
| SF de Haguenau                        | Sessenheim                 | 4e du 23e RIF        | 68e RIF                |          | Devise « Tenir. Lions, fils de lions ». Dans une couronne de lauriers, un lion dressé sur une coupole. |
| SF du Bas-Rhin, puis SF de Haguenau   | Herrlisheim                | 1er du 172e RIF      | 70e RIF                |          | Devise « Je m'accroche ». Casemate avec sa cloche-observatoire surmontée d'une cigogne et d'une moucheture d'hermine (Vitré, ancienne garnison du régiment). |
| SF du Bas-Rhin, puis 104e DIF         | Strasbourg                 | 2e du 172e RIF       | 172e RIF               |          | Dans une rondache d'argent, une casemate borde le Rhin, chargée d'un écu aux armes de Strasbourg. |
| SF du Bas-Rhin, puis 104e DIF         | Erstein                    | 3e du 172e RIF       | 34e RIF                | -        | - |
| SF de Colmar, puis 104e DIF           | Elsenheim                  | 1er du 42e RIF       | 42e RIF                |          | Surnom « Régiment de Neuf-Brisach ». Dans un écu au chef bastionné, une mappemonde coiffée du Soleil évoque les déplacements du régiment. As de carreau en pointe, attribut du régiment dans la 14e division (des as).                                                                                                 |
| SF de Colmar, puis 104e DIF           | Dessenheim                 | 2e du 42e RIF        | 28e RIF                |          | Devise « On ne passe pas ». Un canon pointant d'un créneau, couronné par une tourelle. |
| SF de Mulhouse, puis 105e DIF         | Schlierbach                | 1er du 171e RIF      | 10e RIF                |          | Surnom « Neustrie », ancien nom du régiment avant 1791. Devant le Rhin coulant au pied de la Forêt Noire, le château Burrus est protégé par des rails antichars et par le canal de Huningue. |
| SF d'Altkirch                         | Franken                    | 2e du 171e RIF       | 171e RIF               |          | Surnom « Régiment du Haut-Rhin ». Un mitrailleur casqué et son arme devant une cloche. |
| SF d'Altkirch                         | Durmenach                  | 3e du 171e RIF       | 12e RIF                | -        | |

### Combats de 1940

#### Mai: percée allemandes

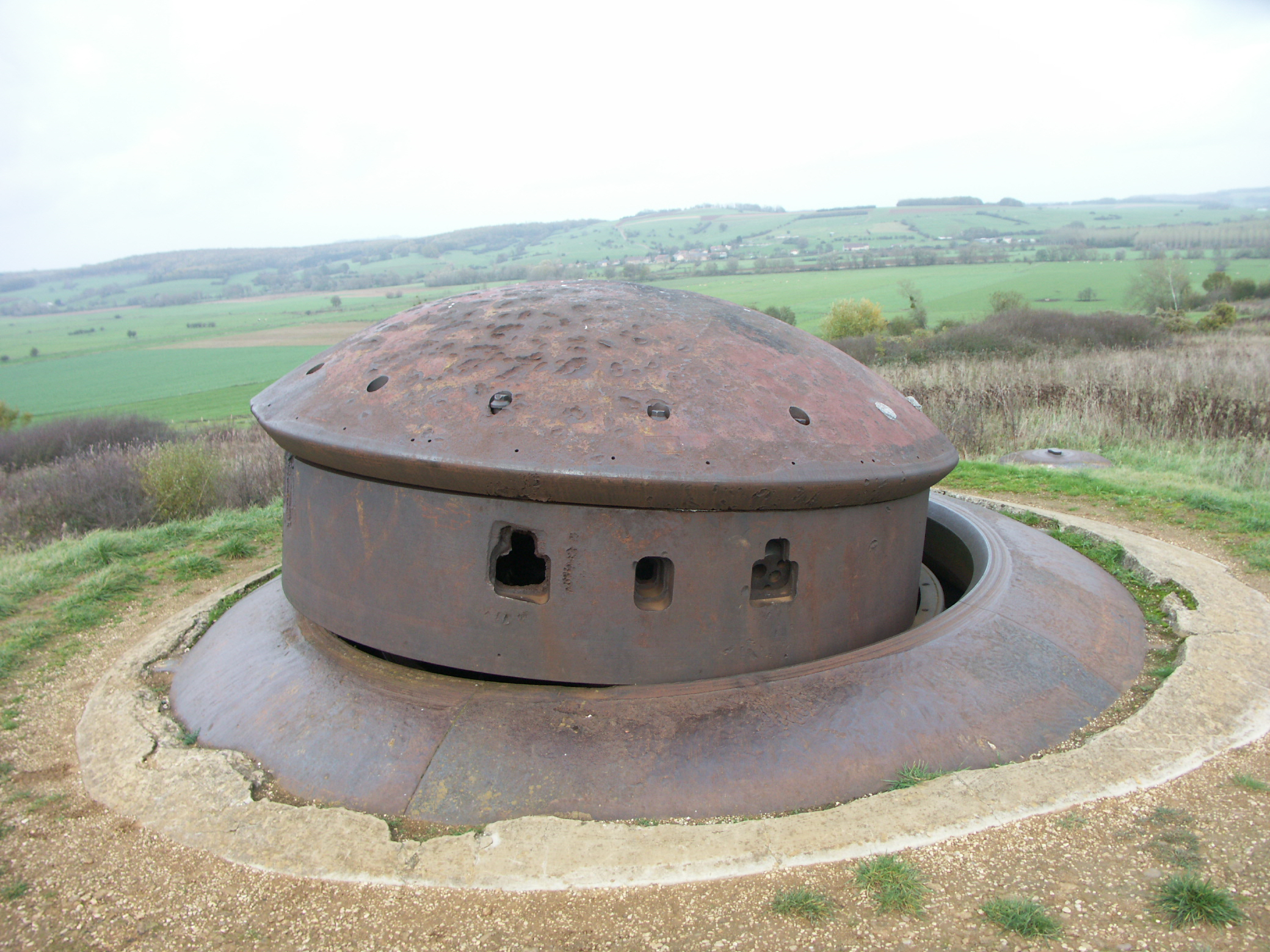
Tourelle pour deux armes mixtes arrachée par une charge explosive (ouvrage de La Ferté, bloc 2).

Le 10 mai 1940, la Wehrmacht passe à l'offensive à travers le Luxembourg, la Belgique et les Pays-Bas. Son axe principal évite les secteurs les plus puissants de la ligne Maginot, longeant la position avancée de Longwy (11 au 13 mai, finalement évacuée par les Français) avant de percer à travers les secteurs défensif des Ardennes et fortifié de Montmédy (du 13 au 15 mai).
Il y a un cas particulier, l'ouvrage de La Ferté qui se trouve à l'extrémité du secteur de Montmédy : il s'agit d'un petit ouvrage d'infanterie (deux blocs), qui se retrouve isolé, dont tous les cuirassements (sept cloches et une tourelle) se font détruire par des pionniers allemands armés d'explosifs (17-19 mai) et dont l'équipage meurt asphyxié.
Les fortifications au nord-ouest de la percée de Sedan sont prises à partie au fur et à mesure de la progression allemande : d'abord le secteur de Maubeuge (du 16 et 23 mai), ensuite le secteur de l'Escaut (22 au 27 mai) et enfin le secteur des Flandres (lors de la bataille de Dunkerque, du 25 mai au 3 juin). Ces différents secteurs sont faiblement fortifiés, ils ne comptent aucun ouvrage d'artillerie : les casemates sont rapidement prises par les troupes allemandes attaquant sur leurs arrières tandis que les quelques ouvrages d'infanterie (Les Sarts, Bersillies, La Salmagne, Boussois et Eth) doivent se rendre après leur neutralisation par des tirs dans les embrasures et la destruction des bouches d'aération.

#### Retraite des troupes
Les 5 et 9 juin, les armées allemandes percent de nouveau le front sur la Somme et l'Aisne. Le 12 juin, les troupes françaises en Lorraine (troupes d'intervalle et divisions d'infanterie) reçoivent l'ordre de décrocher progressivement vers le sud pour éviter l'encerclement. La retraite doit se faire progressivement : les services et troupes d'intervalles d'abord, puis au second jour les équipages de casemates et l'artillerie d'intervalle (après avoir saboté leurs canons), enfin théoriquement au troisième jour (si les Allemands restent immobiles) les équipages des ouvrages après destruction de l'armement et de l'équipement. On n'attend pas cet ordre dans le secteur de Montmédy, évacué du 10 au 13 juin.
| Secteurs d'origine | Grandes unités de marche | Unités d'infanterie                                           | Unités d'artillerie                                             | Autres unités         |
| ------------------ | ------------------------ | ------------------------------------------------------------- | --------------------------------------------------------------- | --------------------- |
| SF Montmédy        | Division Burtaire        | 132e, 136e, 147e et 155e RIF                                  | 99e RAMFH et I/169e RAP                                         |                       |
| SF Crusnes         | Groupement de Fleurian   | 128e, I et II/139e, XXI/149e RIF                              | II/46e RAMF                                                     | 2/29e et 1/5e BCC     |
| SF Thionville      | Division Poisot          | 167e, 168e et 169e RIF                                        | 70e RAMF et 151e RAP                                            |                       |
| SF Boulay          | Division Besse           | 160e, 161e, 162e et 164e RIF                                  | 23e RAMF, 153e RAP                                              | 30e BCC et II/460e RP |
| SF Faulquemont     | Groupement de Girval     | 156e et 146e RIF, 69e et 82e RMIF                             | II et III/39e RAMF, I/163e RAP, I et II/166e RAP et I/142e RALH | 15e GRCA              |
| SF Sarre           | Groupement Dagnan        | 133e et 174e RIF, 41e et 51e RMIC                             | 49e RAMF et 166e RAP                                            |                       |
| SF Rohrbach        | Division Chastanet       | CISF 207, 166e, 153e, 37e et XXI/153e RIF                     | 59e RAMF                                                        |                       |
| SF Vosges          | Division Senselme        | CIF 143, 154e et 165e RIF                                     | -                                                               | 46e GRRF et V/400e RP |
| SF Haguenau        | Division Regard          | I/22e, II et XXI/23e, II/70e, II et III/79e, I/ et II/68e RIF | 69e RAMF et 156e RAP                                            |                       |

Pour les troupes françaises battant en retraite à pied vers le sud, soit la majorité des unités de forteresse, elles finissent par être rattrapées par les troupes motorisées allemandes qui les encerclent entre la Meuse, Nancy, les Vosges et Belfort. Après quelques combats, les différents régiments doivent se rendre entre le 21 et le 25 juin. Les ouvrages sont désormais encerclés, ce qui va permettre aux Allemands de les attaquer plus facilement.

#### Percées réalisées en juin
Au même moment le groupe d'armée C allemand a ordre de se lancer frontalement à l'attaque des secteurs les plus faibles de la ligne Maginot en Alsace-Lorraine, c'est-à-dire dans la trouée de la Sarre, sur le Rhin et dans les Vosges. Dans la Sarre (opération Tiger), la 1re armée allemande attaque la première ligne de casemates le 14 juin, avant d'emporter les deux lignes le 15 à la suite de l'évacuation des troupes d'intervalle françaises dans la nuit du 14 au 15. Les forces allemandes se déploient donc sur les arrières des ouvrages de Lorraine dès le 17 : l'évacuation des ouvrages est annulée.
Sur le Rhin (opération Kleiner Bär), la 7e armée allemande établit des têtes de pont sur la rive gauche entre Rhinau et Neuf-Brisach le 15 juin, juste avant que les Français évacuent (le 17), ce qui permet la prise de Colmar, puis de Belfort le 19.
Le 19 juin, une percée est réussie dans le secteur des Vosges, malgré les tirs du Four-à-Chaux. Le 20, c'est au tour des casemates du plateau d'Aschbach, qui résistent grâce à l'appui de l'artillerie du Schœnenbourg. Les casemates et surtout les ouvrages sont bombardés par des stukas et par l'artillerie lourde (le Schœnenbourg reçoit 160 bombes, 50 obus de 420 mm et 33 de 280 mm).
Dans les autres secteurs, les Allemands se limitent principalement à des tirs tendus contre les murs arrière et contre les embrasures des blocs, ce qui, au bout de plusieurs heures de tir, finit par percer le béton et l'acier des cloches. Dans le secteur de Faulquemont, le Bambesch doit se rendre le 20 et le Kerfent le 21. Dans le secteur de Rohrbach, après la reddition le 21 du Haut-Poirier, la même chose se produit au Welschhof le 24.
L'armistice entre la France et l'Allemagne est signé le 22 juin 1940, mais il n'entre en application que le 25 juin à 0 h 35, après qu'un armistice entre la France et l'Italie ne soit signé (le 24 au soir). Les Allemands prennent possession des ouvrages du 26 juin au 2 juillet, tandis que les équipages sont faits prisonniers.